# Liria Begeja
Liria Begeja (förfranskat: Bégéja), född 16 februari 1955 i Paris i Frankrike, är en fransk filmregissör med albansk far och fransk mor.
Utexaminerades 1977 från Paris universitet. Arbetade med bland andra Patrice Chéreau och Chantal Akerman. Hon har bland annat regisserat filmerna Paris Paparazzi; Avril brisé (baserad på en roman av Ismail Kadare); Loin des Barbares; och Change moi ma vie (med Fanny Ardant i huvudrollen).

### Fotnoter
1. ↑  Internet Movie Database, IMDb-ID: nm0126752co0047972, läst: 18 juli 2016.[källa från Wikidata]
2. ↑  Česko-Slovenská filmová databáze, 2001, ČSFD person-ID: 227257.[källa från Wikidata]